# Рау, Энрике
Энрике Рау (исп. Enrique Rau; 29 сентября 1899 год, Коронель-Суарес, Аргентина — 11 августа 1971 года) — католический прелат, второй епископ Ресистенсии с 23 октября 1954 года по 13 марта 1957 года, первый епископ Мар-дель-Платы с 13 марта 1957 года по 11 августа 1971 года.

## Биография
Родился 29 сентября 1899 года в селении Коронель-Суарес, Аргентина. 23 декабря 1922 года был рукоположён в священники.
20 марта 1951 года Папа Римский Пий XII назначил его вспомогательным епископом архиепархии Ла-Платы и титулярным епископом Вонкарии. 1 июля 1951 года в соборе Непорочного Зачатия Пресвятой Девы Марии в городе Ла-Плате состоялось его рукоположение в епископы, которое совершил архиепископ Ла-Платы Томас Хуан Карлос Соляри в сослужении с епископом Сан-Луиса Эмилио Антонио ди Паско и епископом Баия-Бланки Герминиано Эсерто.
23 октября 1954 года Римский папа Пий XII назначил Энрике Рау епископом Ресистенсии. 11 февраля 1957 года папа римский Пий XII выпустил буллу «Quandoquidem adoranda», которой учредил епархию Мар-дель-Платы и и 13 марта 1957 года назначил Энрике Рау её первым епископом.
Участвовал в работе Второго Ватиканского Собора.
Скончался 11 августа 1971 года.

## Сочинения
- Espigas Jocistas, Buenos Aires, 1941.